# جوزيف أندرسون (سياسي)
جوزيف أندرسون (بالإنجليزية: Joseph Anderson)‏ هو قاضي وسياسي أمريكي، ولد في 5 نوفمبر 1757 في فيلادلفيا في الولايات المتحدة، وتوفي في 17 أبريل 1837 في واشنطن العاصمة في الولايات المتحدة. حزبياً، نشط في الحزب الجمهوري الديمقراطي. وقد انتخب الرئيس المؤقت لمجلس الشيوخ الأمريكي (15 يناير 1805 – 1 ديسمبر 1805) وانتخب عضو مجلس الشيوخ الأمريكي (4 مارس 1799 – 4 مارس 1815).